# حبوب آير وان العضوية
آير وان (تُنطق آير - وان) عبارة عن شركة أغذية طبيعية متخصصة في المكونات الطبيعية والتي تم معالجتها ببساطة، وفي كل الأغذية العضوية التي تدعم الصحة الهضمية. وهي واحدة من أوائل الشركات التي قدمت الأطعمة النباتية والعضوية في الولايات المتحدة الأمريكية. واسمها مشتق من رواية بالاسم ذاته في عام 1872م وكانت هذه الرواية للكاتب صموئيل بتلر. وفي تلك الرواية الساخرة، آير وان (عبارة عن إعادة ترتيب الأحرف لكلمة «ليس في مكان») عبارة عن مدينة فاضلة فيها الأفراد مسؤولون عن صحتهم.

## نُبذة تاريخية
منذ أوائل خمسينيات القرن الماضي، قدم كل من «أفيليني» وميتشيو كوشي أطعمة الـماكروبايوتيك الحديثة في الولايات المتحدة الأمريكية واليابان. وكان كل منهما طالبًا في جورج أوشاوا، مؤسس حركة الماكروبيوتك الحديثة، من بعد الحرب العالمية الثانية. وفي أواخر ستينيات القرن الماضي، بدأ كوشي في تكوين مجموعات دراسية في نيويورك ثم في ولاية ماساشوستس، وفيها ألقوا محاضرات عن مواضيع واسعة النطاق من الفلسفة والروحانية حتى اتباع نظام غذائي صحي والوقاية من الأمراض. بدأ عدد الأتباع في ازدياد وانتشرت الفكرة، وقرروا فتح متجر لتلبية الطلب المتزايد على منتجات الغذاء الكامل والماكروبيوتك.
وفي التاسع من شهر أبريل لعام 1966م، تم تأسيس «آير وان للأغذية الطبيعية» بوصفها متجرًا صغيرًا لبيع الأغذية الماكروبيوتيك والطبيعية بالتجزئة في شارع نيوبري 303-B في بوسطن. واحتوى خط إنتاجها الأول على منتجات الصويا المجهزة، بما في ذلك الميزو وصلصة الصويا التي تم شراؤها من «هاوراد رووارز انفينيتي فودز» و«جابان فودز كروب»، وكان كل منهما في نيويورك. وفي وقت لاحق، بدأت آير وان استيراد أغذية من اليابان، إضافة إلى تطوير الزراعة العضوية في أمريكا. وفي أغسطس عام 1967م، تولى باول هاوكن (Paul Hawken) اختصاصي في شئون البيئة مسؤولية إدارة آير وان، وغير الاسم لاير وان تريدنج كومباني، وبدأ في توسيع الأعمال التجارية.
بحلول أوائل سبعينيات القرن الماضي، بدأت آير وان في التعاقد مع المزارعين لإنتاج محاصيل مزروعة عضويًا. وأصبحت أيضًا واحدة من أولى الشركات في إنشاء «ميثاق معايير الجودة للمنتجات الطبيعية» في خط إنتاجها. ووفقًا لآير وان، يجب أن تلتزم «الأغذية الطبيعية» بالمبادئ التوجيهية التالية:
- لا للإضافات الصناعية أو المواد الحافظة
- لا للألوان الصناعية أو النكهات
- لا للزيوت المهدرجة أو استخراج المذيبات
- لا للدقيق أو السكر المكرر
- مسموح بالمحليات الطبيعية فقط مثل العسل وشراب القيقب والمولاس.

تم توسيع نطاق الأعمال حتى اشتملت على 4000 منتج، وخدمة 2000 عميل في فبراير 1981م. وبعد سلسلة من الانتكاسات خلال السنوات التي تلتها، احتفلت آير وان بانتعاشتها عن طريق الحصول على يو إس ميلز (U.S. Mills) في عام 1986م. تم تأسيس يو إس ميلز في عام 1908م واندمجت بصورة فعالة مع آير وان على أنها خط إنتاج لحبوبها الكاملة وتتسق طرق تصنيعها البسيطة مع آير وان. وفي 2009م، استحوذت شركة أتيون فودز (Attune Foods) للأغذية الصحية ومقرها في سان فرانسيسكو على شركة يو إس ميلز استمرارًا لمهمة تعزيز الصحة الهضمية عن طريق المكونات النقية وعمليات التصنيع البسيطة.
وتعرض اليوم العلامة التجارية آير وان ثمانية أنواع من الحبوب العضوية بما في ذلك ستة أنواع من الحبوب الخالية من الغلوتين تحت لافتة أطعمة شركة «أتيون». تشتمل الحبوب الخالية من الغلوتين على أرز براون المقرمش الخالي من الغلوتين، أرز براون المقرمش مع الحبوب الممزوجة، وأرز براون المقرمش بالكاكاو وأرز مرتين ورقائق الذرة والفاولة كريسب وأرز براون المقرمش الأصلي، وأرز براون المقرمش دون ملح مضاف ونخالة الزبيب. لم يتم التحقق من التعديل الوراثي لحبوب آير وان.

## وصلات خارجية
- Official 'Erewhon' page on Attune Foods
- History of Erewhon - Natural Foods Pioneer in the United States (1966-2011)

‌